# It!
It! è un film del 1967 diretto da Herbert J. Leder e interpretato da Roddy McDowall, Jill Haworth e Paul Maxwell.

## Trama
Il magazzino di un museo di Londra brucia, lasciando intatta una statua che il curatore del museo, il signor Grove, identifica come "Mid-European Primitive". Dopo aver mandato il suo assistente, Arthur Pimm, a prendergli una torcia, Grove viene misteriosamente ucciso mentre ispeziona il manufatto. Questo dà inizio ad una serie di morti e calamità inspiegabili collegate alla statua, che in seguito viene identificata come il Golem di Judah Loew del XVI secolo.
Arthur Pimm, che conserva nel suo appartamento il cadavere della madre e prende in prestito i gioielli esposti nei musei per adornarlo, riporta in vita il Golem mettendogli in bocca un piccolo rotolo contenente la parola ebraica "emeth" ("verità") che trova in uno scomparto segreto situato nella parte superiore del piede destro del Golem. Il Golem diventa quindi il complice di Pimm causando omicidi e caos.
Quando il Golem è sospettato di aver causato la catastrofica distruzione dell'Hammersmith Bridge, Pimm cerca di distruggerlo ma ciò è impossibile perché come prevede l'iscrizione: "né con il fuoco, né con l'acqua, né con la forza, né con qualsiasi cosa creata dall'uomo può essere distrutto".
Jim Perkins del New York Museum identifica il Golem e cerca di acquisirlo per il suo museo. Perkins consegna Pimm alla polizia e l'uomo viene internato in un manicomio. Evaso dal manicomio, Pimm rapisce Ellen Grove, la figlia del curatore deceduto di cui è innamorato, con l'aiuto del Golem e si rifugia nell'annesso del museo in campagna noto come "i Cloisters". Perkins riesce a salvare Ellen appena in tempo prima che un'esplosione nucleare distrugga sia Pimm che "i Cloisters", ma non il Golem che, per ragioni sconosciute, si ritira in mare.

## Distribuzione

### Cinematografica
Negli Stati Uniti il film fu distribuito dalla Warner Bros.-Seven Arts in doppia programmazione con I redivivi.

### Home media
It! è stato pubblicato in DVD il 9 dicembre 2008 quando la Warner Home Video lo ha distribuito con La porta sbarrata (1967) su Warner Home Video Horror Double Feature.

## Accoglienza
The Radio Times Guide to Films ha dato al film 2 stelle su 5, scrivendo: "Il regista Herbert J Leder ha fatto questo triste tentativo di resuscitare la leggenda del mostro Golem. Roddy McDowall è un assistente curatore del museo, che vive con il cadavere mummificato di sua madre (Psyco ha molto di cui rispondere), che riporta in vita il Golem originale per eseguire i suoi ordini psicopatici. Confuso mix di umorismo nero e orrore, questo film manca di stile, invenzione e (fondamentale) budget."
Jason P. Vargo di IGN ha assegnato al film un punteggio di 4/10, definendolo "un film sulle creature di livello inferiore".
L'autore e critico cinematografico Leonard Maltin ha dato al film due stelle su quattro.
David Camak Pratt di PopMatters, recensendo l'uscita del DVD in doppio lungometraggio, gli ha assegnato tre stelle su 10. Nella sua recensione, Pratt ha definito il film "irregolare" e "ridicolo", criticando i punti della trama simili a Psycho del film come ovvi e inutili.